# Anna Szyjkowska-Piotrowska
Anna Szyjkowska-Piotrowska - teoretyczka sztuki, filozofka kultury i lingwistka, autorka publikacji naukowych i książek o tematyce artystycznej i filozoficznej. Jest profesorem uczelni na Akademii Sztuk Pięknych w Warszawie, gdzie pracuje w Katedrze Teorii Designu na Wydziale Wzornictwa. Prowadzi także badania naukowe jako współpracowniczka Université Paris 1 Panthéon-Sorbonne w Instytucie ACTE (Estetyka i Krytyczne Teorie Kultury) oraz jako adiunkt na Uniwersytecie Muzycznym Fryderyka Chopina.

## Praca naukowa
W swojej pracy zajmuje się nowymi wyzwaniami etyki w projektowaniu, tematyką tożsamości, jej przemianami oraz ich obrazowaniem. Działa na styku różnych dyscyplin, łącząc teorię z praktyką artystyczną.

## Publikacje
Szyjkowska-Piotrowska jest autorką kilku książek i artykułów, w tym:
- Po-twarz. Przekraczanie widzialności w sztuce i filozofii[3]
- Dyrygując falom. Myślenie w wizualno-muzycznych awangardach[4]
- Czy tworzenie sztuki jest sposobem myślenia?[5]

Dodatkowo, jest autorką kilku artykułów, w tym:
- O czym nie możemy mówić, tam musimy malować. Rola języka w sztuce[6]
- Articulating an Inclusive Artistic Practice[7]
- Przekraczanie widzialności: Intermedialność w sztuce współczesnej[8]
- Rola pamięci w praktyce artystycznej[9]
- Post-face: Płynność tożsamości[10]

Brała również udział w dyskusjach na temat swojej pracy, takich jak:
- Wykład Anu Põder: Ciało-Obiekt vs Ciało-Przestrzeń[11]
- Wykład Po-twarz. Przekraczanie widzialności w sztuce i filozofii w Muzeum Sztuki Współczesnej w Krakowie[12]
- Odcinek podcastu w VOGUE PL, w którym omawia swoje idee[13].

## Instytucje
Anna Szyjkowska-Piotrowska pełni funkcję członkini Kapituły Plastycznej Nagrody im. Cypriana Kamila Norwida, jest członkinią interdyscyplinarnego centrum badawczego nad modernizmem i awangardą MODERNITAS oraz członkinią Maison des Sciences Humaines.